# روني ماجسانوك
روني ماجسانوك (بالتاغالوغية: Ronnie Magsanoc) مواليد 11 أبريل 1966 في الفلبين، هو مدرب كرة سلة فلبيني ولاعب سابق. بدأ مسيرته الاحترافية في سنة 1988. يدرب ميرالكو بولتز في الرابطة الفلبينية لكرة السلة. مثّل منتخب بلاده. حقق المركز الثاني في دورة الألعاب الآسيوية 1990. اعتزل اللعب في 2002.

## سجل المنافسة
شارك في المنافسات التالية:
- بطولة أمم آسيا لكرة السلة 1987
- دورة الألعاب الآسيوية 1986
- دورة الألعاب الآسيوية 1990

## الميداليات
| الميدالية | المسابقة                   |
| --------- | -------------------------- |
| برونزية   | دورة الألعاب الآسيوية 1986 |
| فضية      | دورة الألعاب الآسيوية 1990 |